# Zomer ...
Zomer ... was een praatprogramma op de Vlaamse televisiezender één, geproduceerd door deMENSEN. De naam werd jaarlijks omgedoopt tot respectievelijk Zomer 2005, 2006, 2007 en 2008. De presentatie lag de eerste twee seizoenen in handen van Jan Leyers. Het derde en vierde seizoen werd afwisselend door Ben Crabbé en Marcel Vanthilt gepresenteerd. Een paviljoen van de Koninklijke Gaanderijen in Oostende was het decor. In 2009 werd het programma vervangen door Villa Vanthilt.

## 2005
Dagelijks maakte fotografe Lieve Blancquaert portretten van mensen aan de kust. Mensen van Vive La Fête trokken wekelijks naar mensen met een grote liefde voor dieren in een rubriek "Vive La Bête!". Axl Peleman was een dagelijkse gast. Hij ontving binnen- en buitenlandse muzikanten en maakt ze warm voor een concert met een levend publiek. Pascale Platel bekeek dan weer op haar manier de realiteit.

## 2006
Lieve Blancquaert maakte opnieuw portretten van mensen aan de kust. Daarnaast had Jan Leyers zijn eigen boekrubriek. Hij trok het strand op en vroeg mensen wat ze lazen. Ook Axl Peleman en Murielle Scherre hadden een rubriek.

## 2007
Er was een vaste rubriek in het programma, de "Taxl Van Axl", waarin Axl Peleman mensen oppikte met z'n taxi. 
Enkele van de gasten waren:
- Andrea Croonenberghs
- Axelle Red
- Eddy Wally
- Mieke Mievis
- F.C. De Kampioenen

## 2008
Ook dit jaar had Axl Peleman een vaste rubriek.